# Chrościce (gmina)
Chrościce (początkowo Chruścice, alt. Chróścice; od 1973 Kałuszyn) – dawna gmina wiejska istniejąca do 1954 roku w woj. warszawskim. Nazwa gminy pochodzi od wsi Chrościce, lecz siedzibą władz gminy był Kałuszyn, który stanowił odrębną gminę miejską.
Za Królestwa Polskiego gmina Chrościce należała do powiatu mińskiego w guberni warszawskiej.
W połowie 1870 roku do gminy Chrościce włączono północną część obszaru zniesionej gminy Kałuszyn.
W okresie międzywojennym gmina Chrościce należała do powiatu mińskiego w woj. warszawskim. 1 kwietnia 1939 roku do gminy Chrościce przyłączono część obszaru gminy Kuflew (eksklawę obejmującą gromadę Patok) oraz część obszaru znoszonej gminy Czarnogłów (gromady Garczyn Duży, Garczyn Mały, Nart, Pokrzywnik, Strzebula, Turek, Zimnowoda i Żebrówka).
Po wojnie gmina zachowała przynależność administracyjną. Według stanu z 1 lipca 1952 roku gmina składała się z 24 gromad: Abramy, Chrościce, Falbogi, Garczyn Duży, Garczyn Mały, Kazimierzów, Kluki, Kruki, Milew, Mroczki, Nart, Olszewice, Patok, Pokrzywnik, Ryczołek, Strzebula, Szembory, Szymony, Turek, Wąsy, Wity, Wólka Kałuska, Zimnowoda i Żebrówka.
21 września 1953 roku część obszaru gminy Chrościce (gromadę Kruki) włączono do gminy Kuflew.
Jednostka została zniesiona 29 września 1954 roku wraz z reformą wprowadzającą gromady w miejsce gmin. Po reaktywowaniu gmin z dniem 1 stycznia 1973 roku gminy Chrościce nie przywrócono, utworzono natomiast jej terytorialny odpowiednik, gminę Kałuszyn.